# 珊蔻·娜赤娅克

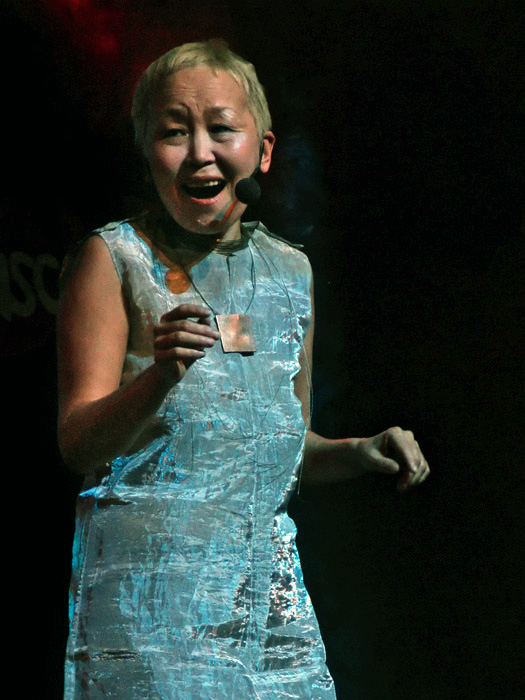
珊蔻·娜赤娅克在音乐会现场2004，德国

珊蔻·娜赤娅克（俄语：Сайнхо Намчылак，1957年—），一译赛音呼·那木琪力格，是一名以呼麦知名的图瓦族歌手。出生于苏联圖瓦自治州（今俄罗斯联邦图瓦共和国）乌卢格赫姆区。珊蔻·娜赤娅克的祖先是游牧民族，歌唱是当地牧民的传统风俗。珊蔻·娜赤娅克长大后曾到苏联首都莫斯科学习声乐，包括图瓦的双声唱法和萨满教的声乐技巧。从1990年代开始，珊蔻·娜赤娅克开始向欧洲发展，其前卫实验并带有游牧民族特色的音乐风格在国外非常受小众音乐爱好者的喜爱。

## 表演风格
珊蔻·娜赤娅克是一名实验音乐歌手。她的嗓音非常独特，尤善呼麦。她的音乐风格广泛多变，涉及前卫爵士，电子乐，新古典和图瓦的传统音乐。图瓦共和国位于中亚地区，图瓦人在古代主要受蒙古人、维吾尔人和希伯来人的文化影响，后来又经斯拉夫文化的影响，所以从珊蔻·娜赤娅克的音乐中，可以听到一种特有的民族风情。其独特的蒙古民族声乐技巧呼麦（喉音唱法）、卡基拉（假声带唱法）和西奇（哨音唱法）给听众带来一种非常神秘的听觉感受，深受欧美小众音乐爱好者的喜爱。